# Ferrari 735 LM
La 735 LM è una autovettura da competizione prodotta dalla Ferrari nel 1955 in quattro esemplari. Il modello è anche conosciuto come 121 LM, nome che derivava dalla sigla del motore, “Tipo 121”.

## Il contesto

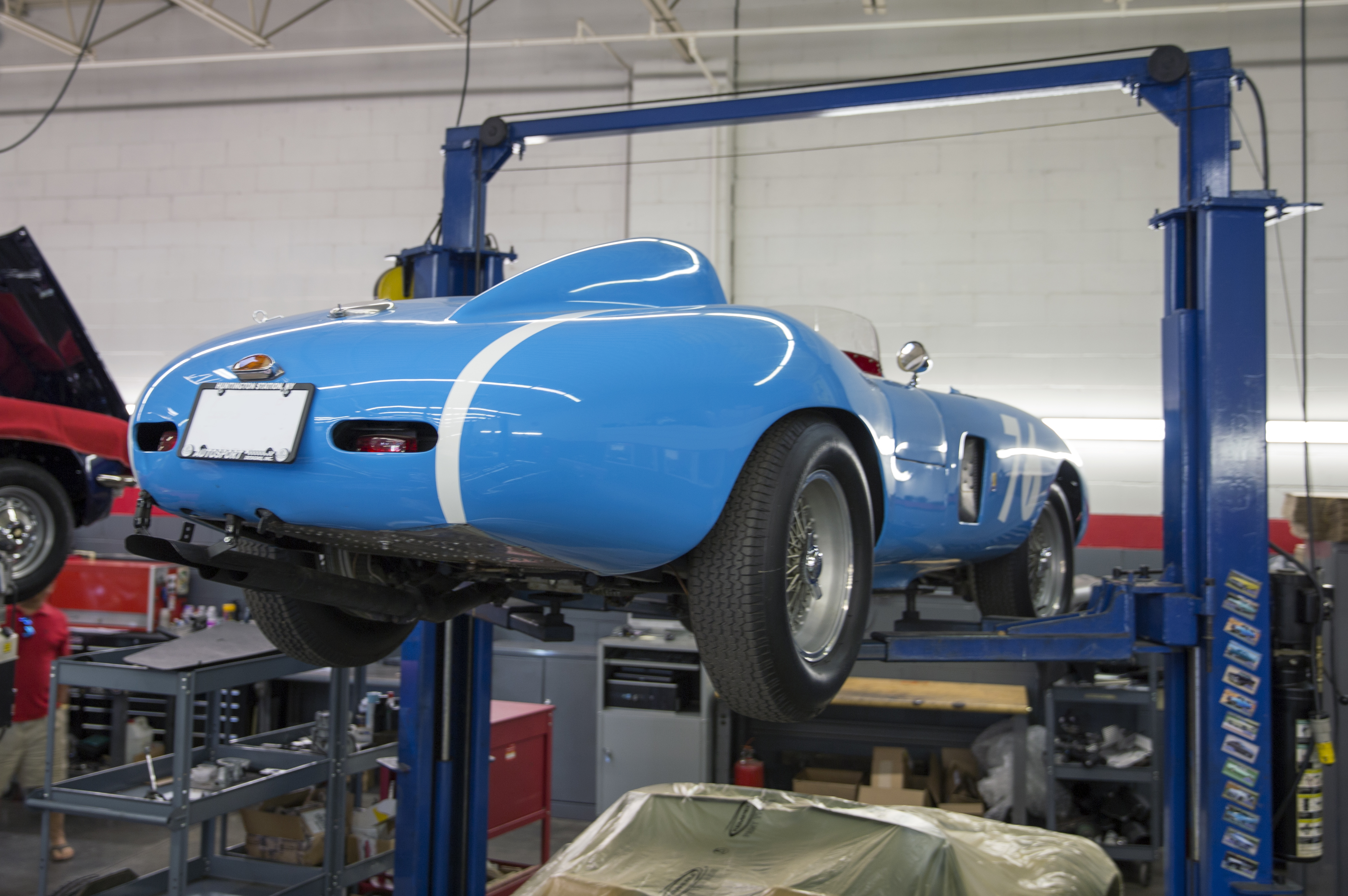
Vista posteriore

Nel 1955 Aurelio Lampredi elaborò un nuovo motore a sei cilindri in linea, rimettendo in gioco lo sviluppo dei propulsori Ferrari dell'epoca, che era incentrato sui quattro cilindri dello stesso tipo e sui V12. Prima ne fu realizzato uno che non fu mai montato su vetture da competizione. In seguito ne fu costruito un altro, la cui sigla identificativa era “Tipo 118”, che fu installato sulle 376 S ed aveva una cilindrata di 3,7 L. Il terzo che fu preparato possedeva invece una cilindrata di 4,4 L, fu montato sulle 735 LM e la sigla che lo individuava era “Tipo 121”. Per il nome dei motori, le due vetture furono in seguito conosciute rispettivamente come “118 LM” e “121 LM”. Entrambe furono assemblate su un telaio denominato “Tipo 509”, che era simile a quello installato sulla 750 Monza.
Il progetto del propulsore a sei cilindri in linea fu però abbandonato presto, dopo appena due gare, a favore dell'evoluzione del motore V12 che fu continuata sotto la guida nel nuovo direttore tecnico, Vittorio Jano. Il cambio del responsabile tecnico pose fine allo sviluppo degli unici due modelli Ferrari con un motore a sei cilindri in linea che sono stati mai costruiti. I tre esemplari che parteciparono alle competizioni furono in seguito venduti unitamente ad un quarto, che era una 376 S a cui era stato sostituito il propulsore. Ora sono di proprietà di collezionisti e sono completamente funzionanti.
La sigla “735” nel nome richiamava la cilindrata unitaria (cioè di un cilindro, ossia 735,41 cm³) riutilizzando il vecchio tipo di denominazione usato dalla Ferrari. L'abbreviazione “LM” era invece associato al fatto che il modello era stato progettato per la 24 Ore di Le Mans del 1955, sebbene esordì nella gara precedente del campionato, cioè alla Mille Miglia. 

## Le competizioni
Il modello esordì il 1º maggio 1955 alla Mille Miglia, dove furono schierati i tre esemplari fino ad allora costruiti; uno di essi era pilotato da Eugenio Castellotti. Insieme ad una 376 S, le quattro vetture Ferrari ingaggiarono una lotta serrata con la Mercedes-Benz 300 SLR di Stirling Moss, che prese subito la testa della corsa. La prova però fu così dura che l'usura eccessiva degli pneumatici delle tre 735 LM ne causò il ritiro. Il modello era infatti troppo potente per le gomme installate, che erano inadeguate. Invece la 376 S, che era meno potente, riuscì a terminare la gara al terzo posto, mentre il gradino più alto del podio fu conquistato da Moss.
La corsa successiva fu la 24 Ore di Le Mans del 1955. Tutti e tre gli esemplari della 735 LM furono schierati alla partenza. Uno di essi era guidato da Castellotti, che registrò il giro più veloce nelle prove. La gara passò però alla storia per la grande tragedia che avvenne durante la corsa, dove rimasero uccise 83 persone e ne furono ferite 120. Fu la più grave sciagura accaduta nella storia dell'automobilismo. La corsa fu poi vinta da una Jaguar D-Type guidata da Mike Hawthorn, mentre le tre 735 LM si ritirarono.
La Ferrari poi non riuscì a vincere il Campionato Sport Prototipi del 1955, che fu perso per pochi punti a favore della Mercedes-Benz. Alla fine della stagione gli esemplari furono venduti.

## Caratteristiche tecniche
Il motore era anteriore e longitudinale a sei cilindri in linea non sovralimentato. L'alesaggio e la corsa erano rispettivamente 102 mm e 90 mm, che portavano la cilindrata totale a 4412,49 cm³. Il rapporto di compressione era 8,5:1. La potenza massima erogata dal propulsore era di 330 CV a 5800 giri al minuto.
La distribuzione era formata da un doppio albero a camme in testa che comandava due valvole per cilindro. L'alimentazione era fornita da tre carburatori di marca Weber e modello 50 DCOA/3. L'accensione era doppia ed il relativo impianto comprendeva due spinterogeni. La lubrificazione era a carter secco, mentre la frizione era multidisco.
Le sospensioni anteriori erano indipendenti, con quadrilateri trasversali e molle elicoidali, mentre quelle posteriori erano formate da un ponte De Dion, doppi puntoni e una balestra trasversale inferiore. Entrambe avevano installati ammortizzatori idraulici, che erano di tipo Houdaille per quelle posteriori. I freni erano idraulici a tamburo, mentre il cambio era a cinque rapporti più la retromarcia. La trazione era posteriore. Lo sterzo era a vite senza fine e settore dentato, mentre le ruote erano a raggi Borrani.
Il telaio era tubolare in acciaio, mentre la carrozzeria era spider in alluminio a due posti. Quest'ultima fu realizzata da Scaglietti.
La velocità massima raggiunta dal veicolo era di 280 km/h, e poteva accelerare da 0 a 100 km/h in 6,6 secondi.